# Aldec
Aldec, Inc.  es una compañía privada de automatización electrónica de proyectos, con sede en Henderson, Nevada, que provee aplicaciones e instrumentos informáticos, usados en la creación y verificación de proyectos digitales, envolviendo las tecnologías FPGA y ASIC.
Siendo un miembro de Accellera y IEEE Standards Association Aldec participa activamente en el desarrollo de nuevos estándares y actualización de los existentes (como VHDL, SystemVerilog). Aldec provee la herramienta de simulación de HDL para otras herramientas EDA, como Altium Designer y enlaza su versión especial con las aplicaciones de FPGA, como Lattice

## Historia
Aldec fue fundada en 1984 por el Dr. Stanley M. Hyduke.
En 1985, la compañía lanzó su primer producto: SUSIE, un simulador de transferencia de registros, basado en el sistema MS-DOS. En los próximos años, fueron desarrolladas varias versions de OrCAD.
En 2000, ALDEC lanzó un simulador HDL de alto rendimiento que funciona no solo en Windows, sino también en las plataformas Solaris y Linux.

## Educación
Aldec  provee versiones de sus aplicaciones en plena funcionalidad para los institutos de education por todo el mundo (Colegio de Inginiería de Cumaon, Universidad Nacional de Tecnología).
Aldec también ofrece una versión especial de estudiantes de su aplicación Active-HDL, que se puede descargar desde la página de Aldec en la web. La edición de estudiante tiene capacidad limitada y funcionalidad reducida, pero permite el soporte de ambos los lenguajes de proyectos (Verilog resp. VHDL).
La compañía también permite la educación local. En 1999, ella contribuyó para la fundación del laboratorio de proyección digital en la UNLV.